# Деруметалл
Деруметалл (нем. Deutsch-Russische Metall-Gessellschaft) — германо-русское акционерное общество по металлам.

## История и деятельность
Учреждено 7 октября 1921 года наряду с другими русско-германскими обществами начального периода НЭПа, такими как «Гапаг», «Дерутра», «Дерулюфт», «Русгерторг» и т. д.
Учредители: Комиссариат Внешней Торговли и берлинская «Herr Norbert Levi of the Lichtenberg Metal Work».
Капитал — 2 млн марок.
Директором назначен Маршак М.

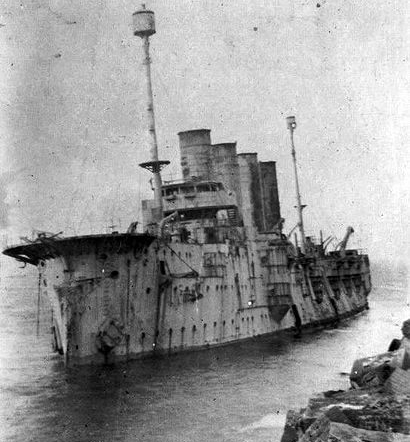
Крейсер «Громобой» в 1922 году

«Деруметаллу» были переданы права на сбор и утилизацию металлолома в разрушенной войнами России. Очень большая часть приходилась на заброшенные или законсервированные боевые корабли и торговые суда, такие например как броненосец «Император Александр II», крейсера «Громобой», «Россия», «Диана», «Баян», «Богатырь», «Аскольд», «Адмирал Макаров», миноносец «Властный» и другие известные суда бывшего РИФ.
Почти миллион тонн за первый год работы общества были собраны и отправлены на переработку в Германию (например, в Гамбург) только из одного Петрограда, двести тысяч из портов Чёрного Моря.